# 百成瑛
百成 瑛（どうみき あきら、1997年1月6日 - ）は、日本の俳優・モデル。イギリスと日本のハーフ。A&H Promotion株式会社所属。

## 経歴
- 2014年、ソニーミュージック×smartモデルオーディションにてグランプリを受賞し、『smart』の専属モデルデビュー。ソニーミュージックSDグループ主催劇団番町ボーイズ☆へ加入。オーディションを受けたきっかけは、賞金30万円を美術大学への進学資金の足しにするため[2]。

- 2015年、劇団番町ボーイズ☆の第一回本公演「MYDOOR〜熱〜」で俳優デビュー。

- 2016年、ソニー・ミュージックアーティスツとの契約終了。『あんさんぶるスターズ! オン・ステージ』の乙狩アドニス役で注目を浴びる。

- 2017年、劇団番町ボーイズ☆を卒業。ソニー・ミュージックエンタテインメントとの契約終了。

- 2022年6月1日、A&H Promotionへの所属と「百成瑛」への改名を発表[3][4]。

## 人物
父親がイギリス人、母親が日本人のハーフ。7歳の頃までイギリスに住んでいた。
趣味はアニメ鑑賞、洋楽鑑賞、サイクリング。
特技は絵を描くこと、ゲーム。キャラクターデザイナーになりたかったという。
英検準2級、弓道初段を所有。

## 出演

### ドラマ
- 表参道高校合唱部!（2015年7月17日 - 9月25日、TBS） - 山田アンドリュー 役
- 妖怪! 百鬼夜高等学校（2018年10月18日 - 12月28日、BS日テレ） - 算盤坊主 役[6]

### 舞台
- 劇団番町ボーイズ☆
  - 第1回本公演 MY DOOR 〜熱〜（2015年4月、新宿村LIVE）
  - 第2回本公演 MY DOOR 〜熱〜 再演（2015年9月、DDD AOYAMA CROSS THEATER）[7]
  - 第3回本公演 HOME〜魔女とブリキの勇者たち〜（2015年11月、草月ホール） - 魔女 役
  - 第4回本公演 with 人狼TLPT S「天下統一恋の乱 Love Ballad 〜序章〜」（2016年10月、全労済ホール/スペース・ゼロ） - 片倉小十郎 役
  - 第5回本公演 スイーツボーイズ1st「甘くはないぜ!」（2016年12月、DDD AOYAMA CROSS THEATER） - 埴井足人 役
  - 第6回本公演「ギブアップダンス!!!」（2017年3月、しもきた空間リバティ） - ミック(三木孝之) 役
- 劇団TEAM-ODAC第二十一回本公演「小さな結婚式〜いつか、いい風は吹く〜」（2016年4月、紀伊國屋ホール） - 支店長・佐藤健太 役
- あんさんぶるスターズ! オン・ステージ - 乙狩アドニス 役
  - あんさんぶるスターズ! オン・ステージ（2016年6月、AiiA 2.5 Theater Tokyo）[8]
  - あんさんぶるスターズ! オン・ステージ 〜Take your marks!〜（2017年1月、AiiA 2.5 Theater Tokyo/梅田芸術劇場 シアター・ドラマシティ）[9]
  - あんさんぶるスターズ! オン・ステージ 〜To the shining future〜（2018年1月 - 2月、梅田芸術劇場 シアター・ドラマシティ/シアター1010）[10]
  - あんさんぶるスターズ! エクストラ・ステージ 〜Destruction × Road〜（2019年8月 - 9月、梅田芸術劇場 メインホール/品川プリンスホテル ステラボール/天王洲 銀河劇場）[11][12]
- SHATNER of WONDER #4『ソラオの世界』（2016年7月、Zeppブルーシアター六本木）
- ReLIFE（2016年9月、サンシャイン劇場） - 朝地信長 役
- SOLID STARプロデュースvol.14「信長の野暮」（2018年7月、六行会ホール） - 太田裕也(明智光秀) 役
- Fate/Grand Order THE STAGE - マーリン 役
  - Fate/Grand Order THE STAGE -絶対魔獣戦線バビロニア-（2019年1月、サンケイホールブリーゼ/日本青年館ホール）
  - Fate/Grand Order THE STAGE -冠位時間神殿ソロモン-（2020年10月18日、TACHIKAWA STAGE GARDEN / 2020年10月24日 - 30日、東京国際フォーラム ホール）[13]
- イケメン戦国 THE STAGE 上杉謙信編（2019年2月、サンシャイン劇場） - 明智光秀 役
- 春の修学旅行 『妖怪! 百鬼夜高等学校』 〜一条通と付喪神〜（2019年3月3日、新宿FACE） - 算盤坊主 役（ゲスト出演）
- イケメンヴァンパイア◆偉人たちと恋の誘惑 THE STAGE - サン・ジェルマン伯爵 役
  - 〜Episode.0〜（2019年4月、EX THEATER ROPPONGI）[14][15]
  - 〜Episode.1〜（2021年4月[注 1]、シアター1010）[17]
- 劇団ToyLateLie 第8回本公演「俺はヤンキーになりたかった。」（2019年5月、新宿村LIVE）
- 囚われのパルマ -失われた記憶-（2019年6月、サンケイホールブリーゼ/シアター1010） - 島本拓海 役
- 信長の野望・大志 -零- 桶狭間前夜 〜兄弟相克編〜（2019年11月、かめありリリオホール/日本特殊陶業市民会館） - 佐々孫助 役
- Thavman produce 舞台「地図から消されたウサギ島」（2019年12月、武蔵野芸能劇場） - 氷室浩介 役
- 舞台「憂国のモリアーティ」（2020年1月 - 2月、EX THEATER ROPPONGI/梅田芸術劇場 シアター・ドラマシティ） - ダドリー・ベイル 役
- イケメン源氏伝 あやかし恋えにし 〜義経ノ章〜（2020年2月、三越劇場） - 安達盛長 役[18]
- ギリシャ神話劇場 神々と人々の日々（2020年5月、渋谷区文化総合センター大和田） - アポロン 役 ※新型コロナウィルス感染症の流行の影響で中止
- 爆走おとな小学生「初等教育ロイヤル」（2020年12月25日 - 27日、COOL JAPAN PARK OSAKA TTホール） - 鈴木くん 役
- ミュージカル『オープニングナイト』〜桜咲高校ミュージカル部〜 - ユージ 役
  - 初演（2021年7月、日本青年館ホール）[19]
  - 再演（2021年10月、新国立劇場 中劇場）[20]
- 舞台「Wizards Storia -Initiumu-」（2021年12月、六行会ホール） - レイニー 役[21]
- アイ★チュウ ザ・ステージ〜Le musee tricolore〜（2022年5月、シアター1010） - 御剣晃 役[22]
- 舞台『弱虫ペダル』 - 新開隼人 役[23]
  - 舞台『弱虫ペダル』The Cadence!（2022年7月5日 - 10日、シアター1010 / 7月16日 - 18日、COOL JAPAN PARK OSAKA TTホール）
  - 舞台『弱虫ペダル』THE DAY 1（2023年8月4日 - 13日、天王洲 銀河劇場）[24]
  - 舞台『弱虫ペダル』THE DAY 2（2024年3月1日 - 10日、天王洲 銀河劇場）[25]
  - 舞台『弱虫ペダル』Over the sweat and tears（2024年8月31日 - 9月8日、シアターH）[26]
- 『ダイヤのA』 The MUSICAL（2022年9月30日 - 10月10日、天王洲 銀河劇場） - 滝川・クリス・優 役[27]
- 演劇ユニット ブッカーズ vol.2「サンブンノイチ」(2023年3月1日 - 5日、新宿シアターモリエール)
- Visual Reading Drama「ネット怪談×百物語」（2023年12月8日 - 10日、新宿村LIVE） - ダイチ 役[28]
- 舞台「アイ★チュウ」ファイナルシーズンVol.1～La Grande Marche～（2024年12月25日 - 30日、博品館劇場） - 御剣晃 役[29]
- 舞台版たかみちホラー『念願』（2025年6月1日、ウッディシアター中目黒）

### バラエティ
- 劇団番町ボーイずん（2016年1月 - 9月、TOKYO MX）

### ウェブ配信

#### ドラマ
- 仮面ライダーアマゾンズ（2016年4月1日配信開始、全13話、Amazonプライム・ビデオ） - 料理に作られた青年 役

#### バラエティ
- オオカミくんには騙されない（2017年2月、AbemaTV） - オオカミ 役

### イベント
- あんステフェスティバル（2018年9月、横浜文化体育館/神戸ワールド記念ホール） - 乙狩アドニス 役[30]

### 映画
- ホラーちゃんねる 樹海（2022年1月）[31]

## 作品

### DVD
- 瑛 in 台湾（2019年3月8日、イーネット・フロンティア）